# Малуси-Великі
Малуси-Великі (пол. Małusy Wielkie) — село в Польщі, у гміні Мстув Ченстоховського повіту Сілезького воєводства.
Населення — 471 особа (2011).
У 1975-1998 роках село належало до Ченстоховського воєводства.

## Демографія
Демографічна структура станом на 31 березня 2011 року:
|          | Загалом | Допрацездатний вік | Працездатний вік | Постпрацездатний вік |
| -------- | ------- | ------------------ | ---------------- | -------------------- |
| Чоловіки | 219     | 37                 | 158              | 24                   |
| Жінки    | 252     | 37                 | 150              | 65                   |
| Разом    | 471     | 74                 | 308              | 89                   |